# Mammillaria knippeliana
Mammillaria knippeliana ist eine Pflanzenart aus der Gattung Mammillaria in der Familie der Kakteengewächse (Cactaceae). Das Artepitheton knippeliana ehrt den deutschen Kakteenkenner Carl Knippel aus Klein-Quenstedt.

## Beschreibung
Mammillaria knippeliana wächst einzeln, gelegentlich sich dichotom teilend auch sprossend. Die frischgrünen Triebe werden 7 bis 8 Zentimeter hoch und erreichen Durchmesser von 6 Zentimeter. Die festen pyramidalen Warzen sind vierkantig und stumpf. Die Axillen sind mit weißen Borsten besetzt. Die 6 Mitteldornen sind bis zu 3 Zentimeter lang. Der unterste und der oberste sind jeweils am längsten. Sie sind spreizend, nadelig und weiß mit roter oder auch brauner Spitze. Die 6 Randdornen erscheinen erst mit Verspätung. Sie sind wie die Mitteldornen nur etwas schwächer.
Die gelblichen Blüten weisen einen roten Mittelstreifen auf. Sie sind 1,5 Zentimeter lang und 1 Zentimeter im Durchmesser groß. Die rot verlängerten und kugelförmigen Früchte sind bis zu 9 Millimeter lang und 5 Millimeter im Durchmesser groß.  Sie enthalten dunkel, gelbbraune Samen.

## Verbreitung, Systematik und Gefährdung
Mammillaria knippeliana ist im mexikanischen Bundesstaat in Morelos in der Nähe von Cuernavaca verbreitet.
Die Erstbeschreibung erfolgte 1907 durch Leopold Quehl (1849–1923).
In der Roten Liste gefährdeter Arten der IUCN wird die Art als „Data Deficient (DD)“, d. h. mit keinen ausreichenden Daten geführt.

## Nachweise